# Typhonia anarmosta
Typhonia anarmosta is een vlinder uit de familie van de zakjesdragers (Psychidae). De wetenschappelijke naam van de soort is, als Melasina anarmosta, voor het eerst geldig gepubliceerd in 1967 door Alexey Diakonoff. De combinatie in Typhonia werd in 2011 gemaakt door Sobczyk.

## Type
- type: niet gespecificeerd
- instituut: USNM, Smithsonian Institution, Washington, Amerika
- typelocatie: "Philippines, Luzon, Mt. Makiling"